# Pierre-Hugues Herbert
Pierre-Hugues Herbert (Schiltigheim, 18 marzo 1991) è un tennista francese.
Specialista del doppio, ha vinto con Nicolas Mahut cinque tornei del Grande Slam e due ATP Finals, nonché diversi altri titoli nel circuito maggiore, e ha raggiunto il 2º posto del ranking ATP nel luglio 2016. Con la vittoria all’Australian Open 2019 ha conquistato il Grande Slam in carriera in doppio.
Si è distinto anche in singolare raggiungendo quattro finali del circuito maggiore e il 36º posto nel ranking. Nel 2016 ha fatto il suo esordio nella squadra francese di Coppa Davis, con cui ha vinto l'edizione 2017 e perso la finale nell'edizione successiva.

## Carriera
Ha raggiunto il suo best ranking ATP in singolare l'11 febbraio 2019 (36º) e in doppio il 12 luglio 2016 (2º).
Assieme al connazionale Nicolas Mahut ha vinto tutte e quattro le prove dello Slam, trionfando agli US Open 2015, al Torneo di Wimbledon 2016, al Roland Garros 2018 e 2021 e agli Australian Open 2019. Con Mahut ha conquistato anche le ATP Finals 2019 e 2021.
Nel 2016 ha esordito nella squadra francese di Coppa Davis, con cui ha vinto l'edizione 2017 e ha raggiunto la finale nel 2018.
Esponente del serve & volley, gioca il rovescio a due mani.
Nel 2021 ha ricevuto insieme a Mahut il premio ATP per la coppia di doppio preferita dai fan.

## Statistiche

### Singolare

#### Finali perse (4)
| Legenda              |
| Grande Slam (0)      |
| ATP Finals (0)       |
| ATP Masters 1000 (0) |
| ATP Tour 500 (0)     |
| ATP Tour 250 (4)     |

| N. | Data              | Torneo                            | Superficie  | Avversario in finale | Punteggio        |
| 1. | 30 agosto 2015    | Winston-Salem Open, Winston-Salem | Cemento     | Kevin Anderson       | 4-6, 5-7         |
| 2. | 30 settembre 2018 | Shenzhen Open, Shenzhen           | Cemento     | Yoshihito Nishioka   | 5-7, 6-2, 4-6    |
| 3. | 10 febbraio 2019  | Open Sud de France, Montpellier   | Cemento (i) | Jo-Wilfried Tsonga   | 4-6, 2-6         |
| 4. | 14 marzo 2021     | Open 13 Provence, Marsiglia       | Cemento (i) | Daniil Medvedev      | 4-6, 7-6(4), 4-6 |

### Doppio

#### Vittorie (24)
| Legenda Doppio       |
| Grande Slam (5)      |
| ATP Finals (2)       |
| ATP Masters 1000 (7) |
| ATP Tour 500 (6)     |
| ATP Tour 250 (4)     |

| N.  | Data              | Torneo                                 | Superficie  | Compagno          | Avversario in finale                    | Punteggio            |
| 1.  | 5 ottobre 2014    | Japan Open Championships, Tokyo        | Cemento     | Michał Przysiężny | Ivan Dodig Marcelo Melo                 | 6-3, 6(3)-7, [10-5]  |
| 2.  | 21 giugno 2015    | Queen's Club Championships, Londra     | Erba        | Nicolas Mahut     | Marcin Matkowski Nenad Zimonjić         | 6–2, 6–2             |
| 3.  | 12 settembre 2015 | US Open, New York                      | Cemento     | Nicolas Mahut     | Jamie Murray John Peers                 | 6–4, 6–4             |
| 4.  | 19 marzo 2016     | Indian Wells Masters, Indian Wells     | Cemento     | Nicolas Mahut     | Vasek Pospisil Jack Sock                | 6-3, 7-6(5)          |
| 5.  | 2 aprile 2016     | Miami Open, Miami                      | Cemento     | Nicolas Mahut     | Raven Klaasen Rajeev Ram                | 5-7, 6-1, [10-7]     |
| 6.  | 18 aprile 2016    | Monte Carlo Masters, Monte Carlo       | Terra rossa | Nicolas Mahut     | Jamie Murray Bruno Soares               | 4-6, 6-0, [10-6]     |
| 7.  | 19 giugno 2016    | Queen's Club Championships, Londra (2) | Erba        | Nicolas Mahut     | Chris Guccione André Sá                 | 6-3, 7-6(5)          |
| 8.  | 9 luglio 2016     | Torneo di Wimbledon, Londra            | Erba        | Nicolas Mahut     | Julien Benneteau Édouard Roger-Vasselin | 6-4, 7-6(1), 6-3     |
| 9.  | 21 maggio 2017    | Internazionali d'Italia, Roma          | Terra rossa | Nicolas Mahut     | Ivan Dodig Marcel Granollers            | 4-6, 6-4, [10-3]     |
| 10. | 13 agosto 2017    | Canadian Open, Montréal                | Cemento     | Nicolas Mahut     | Rohan Bopanna Ivan Dodig                | 6-4, 3-6, [10-6]     |
| 11. | 20 agosto 2017    | Cincinnati Open, Cincinnati            | Cemento     | Nicolas Mahut     | Jamie Murray Bruno Soares               | 7–6(6), 6–4          |
| 12. | 18 febbraio 2018  | Rotterdam Open, Rotterdam              | Cemento (i) | Nicolas Mahut     | Oliver Marach Mate Pavić                | 2-6, 6-2, [10-7]     |
| 13. | 9 giugno 2018     | Open di Francia, Parigi                | Terra rossa | Nicolas Mahut     | Oliver Marach Mate Pavić                | 6–2, 7–6(4)          |
| 14. | 4 gennaio 2019    | Qatar Open, Doha                       | Cemento     | David Goffin      | Robin Haase Matwé Middelkoop            | 5-7, 6-4, [10-4]     |
| 15. | 27 gennaio 2019   | Australian Open, Melbourne             | Cemento     | Nicolas Mahut     | Henri Kontinen John Peers               | 6–2, 7–6(1)          |
| 16. | 3 novembre 2019   | Paris Masters, Parigi                  | Cemento (i) | Nicolas Mahut     | Karen Khachanov Andrey Rublev           | 6-4, 6-1             |
| 17. | 17 novembre 2019  | ATP Finals, Londra                     | Cemento (i) | Nicolas Mahut     | Raven Klaasen Michael Venus             | 6–3, 6–4             |
| 18. | 16 febbraio 2020  | Rotterdam Open, Rotterdam (2)          | Cemento (i) | Nicolas Mahut     | Henri Kontinen Jan-Lennard Struff       | 7–6(5), 4–6, [10–7]  |
| 19. | 18 ottobre 2020   | ATP Cologne 1, Colonia                 | Cemento (i) | Nicolas Mahut     | Łukasz Kubot Marcelo Melo               | 6-4, 6-4             |
| 20. | 12 giugno 2021    | Open di Francia, Parigi (2)            | Terra rossa | Nicolas Mahut     | Aleksandr Bublik Andrej Golubev         | 4-6, 7-6(1), 6-4     |
| 21. | 20 giugno 2021    | Queen's Club Championships, Londra (3) | Erba        | Nicolas Mahut     | Reilly Opelka John Peers                | 6-4, 7-5             |
| 22. | 21 novembre 2021  | ATP Finals, Torino (2)                 | Cemento (i) | Nicolas Mahut     | Rajeev Ram Joe Salisbury                | 6-4, 7-6(0)          |
| 23. | 6 febbraio 2022   | Open Sud de France, Montpellier        | Cemento (i) | Nicolas Mahut     | Lloyd Glasspool Harri Heliövaara        | 4-6, 7-6(3), [12-10] |
| 24. | 15 febbraio 2025  | Open 13, Marsiglia                     | Cemento (i) | Benjamin Bonzi    | Jan Zieliński Sander Gillé              | 6-3, 6-4             |

#### Finali perse (10)
| Legenda              |
| Grande Slam (1)      |
| ATP Finals (1)       |
| ATP Masters 1000 (2) |
| ATP Tour 500 (0)     |
| ATP Tour 250 (6)     |

| N.  | Data              | Torneo                          | Superficie  | Compagno        | Avversario in finale                 | Punteggio           |
| 1.  | 31 gennaio 2015   | Australian Open, Melbourne      | Cemento     | Nicolas Mahut   | Simone Bolelli Fabio Fognini         | 4-6, 4-6            |
| 2.  | 14 giugno 2015    | Rosmalen Open, 's-Hertogenbosch | Erba        | Nicolas Mahut   | Łukasz Kubot Ivo Karlović            | 2-6, 6(9)–7         |
| 3.  | 27 settembre 2015 | Open de Moselle, Metz           | Cemento (i) | Nicolas Mahut   | Łukasz Kubot Édouard Roger-Vasselin  | 6–2, 3–6, [7–10]    |
| 4.  | 23 ottobre 2016   | European Open, Anversa          | Cemento (i) | Nicolas Mahut   | Daniel Nestor Édouard Roger-Vasselin | 4-6, 4-6            |
| 5.  | 6 novembre 2016   | Paris Masters, Parigi           | Cemento (i) | Nicolas Mahut   | Henri Kontinen John Peers            | 4-6, 6-3, [6-10]    |
| 6.  | 6 gennaio 2018    | Maharashtra Open, Pune          | Cemento     | Gilles Simon    | Robin Haase Matwé Middelkoop         | 6(5)–7, 6(5)–7      |
| 7.  | 18 novembre 2018  | ATP Finals, Londra              | Cemento (i) | Nicolas Mahut   | Mike Bryan Jack Sock                 | 7-5, 1-6, [11-13]   |
| 8.  | 23 maggio 2021    | Open de Lyon, Lione             | Terra rossa | Nicolas Mahut   | Hugo Nys Tim Pütz                    | 4-6, 7-5, [8-10]    |
| 9.  | 7 novembre 2021   | Paris Masters, Parigi (2)       | Cemento (i) | Nicolas Mahut   | Tim Pütz Michael Venus               | 3-6, 7-6(4), [9-11] |
| 10. | 9 novembre 2024   | Moselle Open, Metz (2)          | Cemento (i) | Albano Olivetti | Sander Arends Luke Johnson           | 4-6, 6-3, [3-10]    |

### Tornei Challenger

#### Singolare

##### Vittorie (6)
| N. | Data              | Torneo                                                   | Superficie  | Avversario in finale | Punteggio     |
| 1. | 18 febbraio 2014  | Open de Quimper, Quimper                                 | Cemento (i) | Vincent Millot       | 7-6(5), 6-4   |
| 2. | 10 novembre 2014  | Internationaux de Tennis de Vendée, Mouilleron-le-Captif | Cemento (i) | Marsel İlhan         | 6-2, 6-3      |
| 3. | 14 febbraio 2016  | Internazionali di Tennis di Bergamo, Bergamo             | Cemento (i) | Jahor Herasimaŭ      | 6–3, 7–6(5)   |
| 4. | 26 Settembre 2016 | Open d'Orleans, Orléans                                  | Cemento     | Norbert Gombos       | 7–5, 4–6, 6–3 |
| 5. | 28 gennaio 2024   | Open Quimper, Quimper                                    | Cemento (i) | Duje Ajduković       | 6-3, 6-2      |
| 6. | 16 marzo 2025     | Challenger Cherbourg-La Manche, Cherbourg                | Cemento (i) | Jelle Sels           | 6-3, 6-4      |

## Risultati in progressione
| Sigla | Risultato               |
| ----- | ----------------------- |
| V     | Vincitore               |
| F     | Finalista               |
| SF    | Semifinalista           |
| O     | Oro olimpico            |
| A     | Argento olimpico        |
| SF    | Bronzo olimpico         |
| QF    | Quarti di Finale        |
| 4T    | Quarto turno            |
| 3T    | Terzo turno             |
| 2T    | Secondo turno           |
| 1T    | Primo turno             |
| RR    | Round Robin             |
| LQ    | Turno di qualificazione |
| A     | Assente                 |
| ND    | Non disputato           |

| Legenda superfici    |
| -------------------- |
| Cemento              |
| Terra battuta        |
| Erba                 |
| Superficie variabile |

### Singolare
| Tornei Grande Slam         |     |     |               |               |               |     |               |               |               |               |     |               |               |     |       |
| Australian Open, Melbourne | A   | A   | Q2            | Q3            | Q1            | 3T  | 1T            | 1T            | 3T            | 2T            | 1T  | A             | A             | Q2  | 5-6   |
| Open di Francia, Parigi    | Q1  | Q1  | Q2            | 1T            | Q2            | 1T  | 2T            | 3T            | 2T            | 2T            | 1T  | Q1            | Q1            | 1T  | 5-8   |
| Wimbledon, Londra          | A   | A   | Q1            | 1T            | 2T            | 3T  | 2T            | 2T            | 1T            | ND            | 1T  | A             | Q2            |     | 5-7   |
| US Open, New York          | A   | Q2  | Q2            | Q1            | 1T            | 1T  | 1T            | 2T            | 1T            | A             | 1T  | A             | Q1            |     | 1-6   |
| Vittorie-Sconfitte         | 0-0 | 0-0 | 0-0           | 0-2           | 1-2           | 4-4 | 2-4           | 4-4           | 3-4           | 2-2           | 0-4 | 0-0           | 0-0           | 0-1 | 16-27 |
| Giochi Olimpici            |     |     |               |               |               |     |               |               |               |               |     |               |               |     |       |
| Giochi Olimpici            | ND  | A   | Non disputati | Non disputati | Non disputati | A   | Non disputati | Non disputati | Non disputati | Non disputati | A   | Non disputati | Non disputati |     | 0-0   |
| Vittorie-Sconfitte         | ND  | 0-0 | Non disputati | Non disputati | Non disputati | 0-0 | Non disputati | Non disputati | Non disputati | Non disputati | 0-0 | Non disputati | Non disputati | 0-0 | 0-0   |

### Doppio
| Tornei Grande Slam         |     |     |               |               |               |      |               |               |               |               |      |               |               |     |       |
| Australian Open, Melbourne | A   | A   | A             | A             | F             | 2T   | QF            | 2T            | V             | 1T            | QF   | A             | A             | A   | 19-6  |
| Open di Francia, Parigi    | 1T  | 1T  | 1T            | 1T            | 3T            | 3T   | 1T            | V             | A             | 3T            | V    | 1T            | 1T            | A   | 18-10 |
| Wimbledon, Londra          | A   | A   | A             | Q1            | 3T            | V    | 2T            | 2T            | 2T            | ND            | 2T   | A             | 1T            |     | 12-6  |
| US Open, New York          | A   | A   | A             | A             | V             | SF   | 1T            | 3T            | 1T            | A             | QF   | A             | SF            |     | 19-6  |
| Vittorie-Sconfitte         | 0-1 | 0-1 | 0-1           | 0-1           | 15-3          | 13-3 | 4-4           | 10-3          | 7-2           | 2-2           | 13-3 | 0-1           | 4-3           | 0-0 | 68-28 |
| Torneo di Fine Anno        |     |     |               |               |               |      |               |               |               |               |      |               |               |     |       |
| ATP Finals                 | A   | A   | A             | A             | RR            | RR   | RR            | F             | V             | A             | V    | A             | A             |     | 14-9  |
| Vittorie-Sconfitte         | 0-0 | 0-0 | 0-0           | 0-0           | 1-2           | 0-3  | 1-1           | 3-2           | 5-0           | 0-0           | 4-1  | 0-0           | 0-0           | 0-0 | 14-9  |
| Giochi Olimpici            |     |     |               |               |               |      |               |               |               |               |      |               |               |     |       |
| Giochi Olimpici            | ND  | A   | Non disputati | Non disputati | Non disputati | 1T   | Non disputati | Non disputati | Non disputati | Non disputati | 1T   | Non disputati | Non disputati |     | 0-2   |
| Vittorie-Sconfitte         | ND  | 0-0 | Non disputati | Non disputati | Non disputati | 0-1  | Non disputati | Non disputati | Non disputati | Non disputati | 0-1  | Non disputati | Non disputati | 0-0 | 0-2   |

### Doppio misto
| Tornei Grande Slam         |     |               |               |               |               |     |               |               |     |     |
| Australian Open, Melbourne | A   | A             | A             | A             | A             | A   | A             | A             | A   | 0-0 |
| Open di Francia, Parigi    | SF  | A             | A             | A             | ND            | A   | A             | A             |     | 3-1 |
| Wimbledon, Londra          | A   | A             | A             | A             | ND            | A   | A             | A             |     | 0-0 |
| US Open, New York          | A   | A             | A             | A             | ND            | A   | A             | A             |     | 0-0 |
| Vittorie-Sconfitte         | 3-1 | 0-0           | 0-0           | 0-0           | 0-0           | 0-0 | 0-0           | 0-0           | 0-0 | 3-1 |
| Giochi Olimpici            |     |               |               |               |               |     |               |               |     |     |
| Giochi Olimpici            | 1T  | Non disputati | Non disputati | Non disputati | Non disputati | 1T  | Non disputati | Non disputati |     | 0-2 |
| Vittorie-Sconfitte         | 0-1 | Non disputati | Non disputati | Non disputati | Non disputati | 0-1 | Non disputati | Non disputati |     | 0-2 |